# Seguín
Seguín (llamada oficialmente Santo André de Següín) es una parroquia y una aldea española del municipio de Pantón, en la provincia de Lugo, Galicia.

## Otras denominaciones
La parroquia también es conocida por el nombre de San Andrés de Seguín.

## Límites
Limita con las parroquias de Eiré y Ferreira al norte, Deade al este, San Pedro Félix de Cangas y Pombeiro al sur y Atán al oeste.

## Organización territorial
La parroquia está formada por dos entidades de población:
- Seguín (Següín)
- Vilafiz

## Demografía

### Parroquia
| Gráfica de evolución demográfica de Seguín (parroquia) entre 2000 y 2020 |
|                                                                          |
| Datos según el nomenclátor publicado por el INE.                         |

### Aldea
| Gráfica de evolución demográfica de Seguín (aldea) entre 2000 y 2020 |
|                                                                      |
| Datos según el nomenclátor publicado por el INE.                     |